# 奥尔法·哈姆迪
奥尔法·哈姆迪（阿拉伯語：ألفة الحامدي，1988年7月15日—）来自突尼斯南部城市加夫萨，是该国政治人物和企业家。她是一位国际资本项目管理专家，曾担任突尼斯航空首席执行官。此外，她还是政党“突尼斯第三共和国”的创始人。

## 早年生活及教育
奥尔法在突尼斯接受了小学和中学教育，并以优异成绩通过普通中学毕业考试。随后她获得了突尼斯国家奖学金前往法国巴黎和里尔学习，并获得里尔中央理工学院的工程硕士学位。之后她前往美国，在德克萨斯大学奥斯汀分校继续深造，获得项目管理专业的硕士学位。

## 职业生涯
奥尔法曾参与多个美国的計畫，並担任康科德科技公司CEO。她被认为是项目管理领域的国际专家，并发明了“先进工作包装”（英語：Advanced Work Packaging，AWP）技术；这是一种方法论和技术体系，已被包括埃克森美孚在内的多家国际大型公司广泛采纳，用于提升重大项目的盈利能力。她还担任先进工作包装研究院的执行董事，并曾在突尼斯国家国防部的国防高等研究院工作，她在参谋学院担任项目管理讲师。

## 突尼斯航空董事长
2021年1月4日，她被任命为突尼斯航空CEO，成为继萨勒瓦·萨吉尔和萨拉·拉杰卜之后担任该职位的女性。在任期间，她和突尼斯总工会会在航空公司改革路径上存在分歧。。2021年2月22日，突尼斯交通运输和物流部长以“违反国家法律和保密义务”为由将哈姆迪免职，并否认此项决定是迫于总工会的压力做出的。

## 政治生涯
奥尔法·哈姆迪曾计划参加2024年突尼斯总统选举，由于未达到成为总统候选人的最低年龄，被自动禁止参加。她创建并领导“突尼斯第三共和国”这一政党。